# Rue Lebon
La rue Lebon est une voie du 17e arrondissement de Paris, en France.

## Situation et accès
La rue Lebon est une voie publique située dans le 17e arrondissement de Paris. Elle débute au 11 bis, rue Pierre-Demours et se termine au 195, boulevard Pereire.
Cette rue est située dans le quartier où ont été groupés des noms de savants.

## Origine du nom

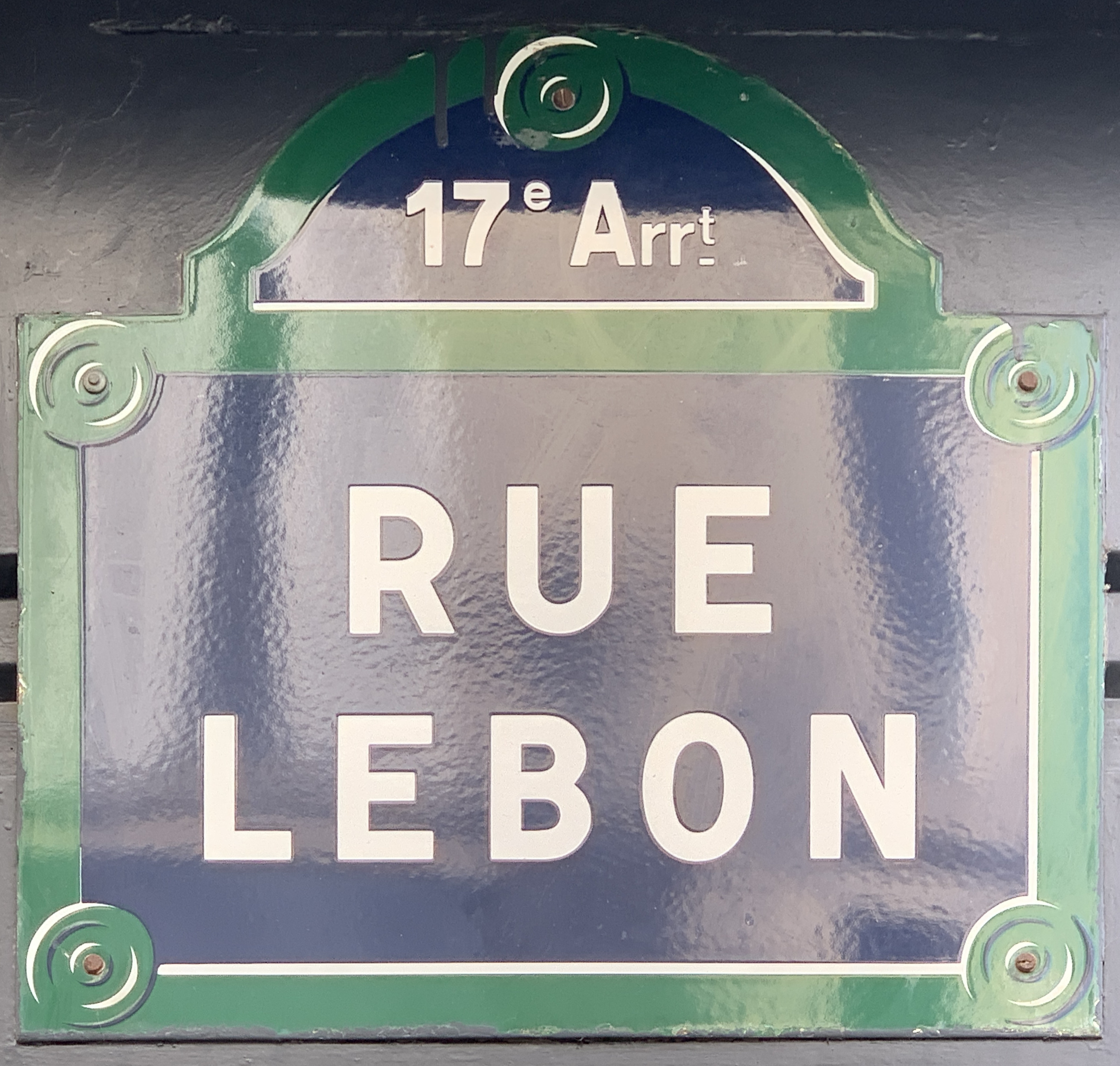
Plaque de la rue.

Elle porte le nom de l'ingénieur et chimiste français inventeur de l'éclairage au gaz, Philippe Lebon (1767-1804). 

## Historique
Cette rue est ouverte en 1867 comme rue de pourtour du marché de Ternes ; elle prend sa dénomination par un décret du 2 mars 1867 avant son ouverture totale en 1869.